# Шейблер, Иоганн
Иоганн Генрих Шейблер (нем. Johann Heinrich Scheibler; 11 ноября 1777, Моншау, Северный Рейн-Вестфалия — 20 января 1838, Крефельд) ― немецкий изобретатель, акустик, теоретик музыки, предприниматель.

## Биография
Сын фабриканта. После окончания школы, путешествовал по нескольким европейским странам, с целью обучения в наиболее важных центрах производства тканей. Особенно его увлекало производство шёлка, которое он изучал в Италии.
По возвращении на родину около 1796 года Шейблер организовал шёлкопрядильную фабрике в Крефельде, сам выращивал тутовых шелкопрядов, позже основал производство бархата. В последующем, компания Шейблера пережила стремительный подъём.

## Научная деятельность
С юности проявлял большой интерес к физике и, особенно, к акустике, обладал разносторонним музыкальным талантом. Впервые испытал гитару собственной конструкции с грифом для улучшения настройки, изобрёл музыкальный инструмент, состоящий из 20 скоординированных в 1816 году и прикрепленных к двум деревянным дискам арф, которые были предшественником губной гармошки, которому он дал имя «Аура».
Стал изобретателем «Шейблеровской системы настраивания инструментов». Система, изобретённая им, отчасти позволила точно определить высоту звука, и, частично, точную настройку всех музыкальных инструментов в зависимости от концертной высоты звука (Монохорд).
Самоучка. Не обладал необходимым научным образованием, чтобы ясно излагать свои идеи. Ряд его сочинений по настраиванию, изданных раньше отдельно в 1838 г., вышел в собрании: «Schriften uber musikalische und physikalische Tonmessung etc.»